# Virgin Express
Virgin Express – nieistniejąca belgijska linia lotnicza z siedzibą w Zaventem. Obsługiwała połączenia głównie do krajów Europy Południowej. Głównym hubem był Port lotniczy Bruksela. W 2006 roku lina połączyła się z SN Brussels Airlines

## Flota
Flota linii Virgin Express w chwili połączenia z SN Brussels Airlines
| Model          | Ilość | Zamówienia |
| -------------- | ----- | ---------- |
| Boeing 737-300 | 5     | 0          |
| Boeing 737-400 | 5     | 0          |

Po połączeniu z SN Brussels Airlines cała flota Virgin Express stała się własnością Brussels Airlines.